# Come as You Are (너바나의 노래)
〈Come as You Are〉는 미국의 그런지 밴드 너바나의 노래로, 프론트맨이자 기타리스트 커트 코베인이 작사, 작곡했다. 이 곡은 1992년 3월에 발매된 밴드의 두 번째 스튜디오 음반 《Nevermind》의 세 번째 트랙이자 두 번째 싱글이다. 이 곡은 빌보드 핫 100에서 32위에 올랐고, 영국 싱글 차트에서 9위에 오른 두 번째이자 마지막 미국 톱 40 히트곡이다. 이 싱글은 8개국에서 10위 안에 들었고, 11개국에서 40위 안에 들었다.
음반의 리드 싱글인 〈Smells Like Teen Spirit〉의 예상치 못한 성공은 너바나를 주류 성공으로 이끌었고, 《Nevermind》는 싱글 발매 2주 후에 발매되었다. 음반 발매 후, 밴드와 소속사는 킬링 조크의 노래 〈Eighties〉 (1984년)와 전자의 유사성에 대한 코베인의 우려 때문에 음반의 다음 싱글로 〈Come as You Are〉 또는 〈In Bloom〉을 발표할지에 대해 논의했다. 코베인은 매니지먼트사의 설득 끝에 상업적 가능성 때문에 〈Come as You Are〉를 두 번째 싱글로 발매하기로 동의했다. 킬링 조크는 이 노래에 대해 화가 났고, 소송이 실현되지는 않았지만, 이 노래에 대해 소송이 제기되었다는 소문이 있었다. 킬링 조크의 기타리스트 조디 워커는 전체 상황에 대해 화가 났고, 너바나(워커에 따르면 곡들 사이의 연관성을 부인한)가 이 문제를 제대로 처리하지 못했다고 느꼈다. 댐드의 〈Come as You Are〉와 〈Life Goes On〉의 유사점 또한 주목을 받았다.
〈Come as You Are〉의 뮤직 비디오는 케빈 커슬레이크가 감독을 맡았는데, 그는 《Nevermind》의 커버 아트에서 영감을 얻었다. 《롤링 스톤》은 "역사상 가장 위대한 노래 500곡" 목록에서 〈Come as You Are〉를 445위에 올렸고, 2010년판 목록에서 452위를 차지했다.

## 배경 및 녹음
〈Come as You Are〉는 1991년 《Nevermind》의 녹음 전에 너바나가 프로듀서 부치 비그에게 보낸 리허설 테이프에 녹음한 몇 안 되는 신곡 중 하나였다. 이 그룹은 1991년 초 캘리포니아주 밴나이즈의 사운드 시티 스튜디오에서 열린 음반 세션에서 비그와 함께 이 노래를 녹음했다. 코베인은 그의 기타 솔로를 2테이크와 3테이크의 보컬로 녹음했는데, 그 중 첫 번째가 사용되었다. 그리고 나서 비그는 코베인에게 전곡에서 그의 보컬을 더블 트랙 하도록 요청했다. 하모니 오버더빙 세션에서 코베인은 실수로 "And I don't have a gun(그리고 나는 총이 없다)"라는 구절을 너무 일찍 불렀고, 기타 솔로 이후 "memoria"라는 단어를 네 번째로 부를 때 등장했다. 이 실수가 발견되었을 때, 코베인은 그것을 최종 녹음에 유지하기로 결정했다. 비그는 노래 중간부터 "memoria"를 부르는 코베인의 샘플을 채취하여 노래의 마지막 부분에 두 번 배치했다. 이 밴드는 또한 1993년 11월 18일 MTV 언플러그드에서 이 노래의 어쿠스틱 버전을 공연했다. 이 녹음은 후에 1994년 11월 《MTV Unplugged in New York》에 등장했다.

## 곡 목록
| 영국 7인치 싱글 (DGCS 7) 1. "Come as You Are" — 3:38 2. "Endless, Nameless" — 6:40 미국 7인치 싱글 (DGCS7-19120-A) 1. "Come as You Are" — 3:38 2. "Drain You" (Live) — 3:35 영국 12인치 싱글 (DGCT 7) 1. "Come as You Are" — 3:38 2. "Endless, Nameless" — 6:40 3. "Drain You" (Live) — 3:35 영국 12인치 픽처 디스크 (DGCTP 7) 1. "Come as You Are" — 3:38 2. "Endless, Nameless" — 6:40 3. "School" (Live) — 2:31 | 영국 CD 싱글 (GED 21715) 1. "Come as You Are" — 3:38 2. "Endless, Nameless" — 6:40 3. "School" (Live) — 2:31 4. "Drain You" (Live)" — 3:35 미국 CD 싱글 (DGCDS-21707) 1. "Come as You Are" — 3:38 2. "School" (Live) — 2:31 3. "Drain You" (Live)" — 3:35 일본 미니 CD 싱글 (MVDG-8) 1. "Come as You Are" — 3:38 2. "Endless, Nameless" — 6:40 미국 카세트 싱글 (DGCCS-19120) 1. "Come as You Are" — 3:38 2. "Drain You" (Live) — 3:35 호주 카세트 싱글 (DGCCS19065) 1. "Come as You Are" — 3:38 2. "Endless, Nameless" — 6:40 |

## 인증
| 국가                               | 인증        | 판매량/출하량 |
| ---------------------------------- | ----------- | ------------- |
| 오스트레일리아 (ARIA)              | 7× 플래티넘 | 490,000       |
| 브라질 (Pro-Música Brasil)         | 골드        | 30,000        |
| 프랑스 (SNEP)                      | 골드        | 100,000       |
| 독일 (BVMI)                        | 골드        | 250,000       |
| 이탈리아 (FIMI) Sales since 2009   | 플래티넘    | 50,000        |
| 스페인 (PROMUSICAE)                | 플래티넘    | 50,000        |
| 영국 (BPI) Sales since 2004        | 2× 플래티넘 | 1,200,000     |
| 판매량+스트리밍을 기반으로 한 인증 |             |               |